# Honus Wagner
Johannes Peter "Honus" Wagner (/ˈhɒnəs ˈwæɡnər/; 24 de fevereiro de 1874 – 6 de dezembro de 1955) foi um jogador profissional de beisebol que atuou como shortstop, jogando 21 temporadas na Major League Baseball de  1897 até 1917, quase inteiramente pelo Pittsburgh Pirates. Wagner ganhou oito título de campeão em rebatidas, empatado na National League com  Tony Gwynn. Também liderou a liga em slugging seis vezes, e em roubo de bases cinco vezes. Wagner foi apelidado de "The Flying Dutchman" (O Holandês Voador) devido à sua extrema velocidade e herança alemã ("Dutch" neste caso sendo um alteração de "Deutsch"). O apelido foi uma referência ao conto popular transformada em ópera por  Wagner.
Em 1936, o Baseball Hall of Fame induziu Wagner como um dos cinco primeiro membros na votação de 1936. Wagner recebeu a segunda maior votação, atrás de Ty Cobb e empatado com Babe Ruth.
Embora Cobb seja frequentemente citado como o maior jogador da era da bola morta, alguns contemporâneos consideram Wagner como o melhor jogador desta época, e a maioria dos historiadores do beisebol consideram Wagner como o maior shortstop de todos os tempos. O próprio Cobb chamava Wagner "talvez a maior estrela a pisar no diamante." Além disso, Wagner está em um dos mais raros e valiosos cartões de beisebol no mundo.